# Quand te maries-tu ?
Quand te maries-tu ?, ou en tahitien Nafea faa ipoipo ?, est un tableau de Paul Gauguin peint en 1892 en Polynésie française.

## Histoire
Vendu pour 7 francs à la mort de l'artiste, il a été acheté, en 2015, par l'émir du Qatar pour 300 millions de dollars, ce qui en fait la deuxième œuvre d'art la plus chère du monde, à la famille Gauguin. Elle avait été confiée au Musée du Louvre en ville de Bâle, le Kunstmuseum Basel, dans le cadre d'un prêt à long terme par la fondation de la famille de l'industriel Rudolf Staechelin (1881-1946), qui avait constitué sa collection au moment de la Première Guerre mondiale,,.

## Composition
Au premier plan, on peut voir deux personnages qui représentent deux étapes : l'éducation pour la personne accroupie puisqu'elle accomplit un geste bouddhiste et l'expérience de l'amour puisque la femme de derrière tient dans sa main un pétale de fleur, ce qui signifie qu'elle cherche un mari. Habillées l'une d'un rose pâle, elle porte un regard noir comme pour exprimer de la jalousie envers l'autre femme puisque Gauguin la préférait et l'autre d'un paréo rouge et orange vif qui porte un regard passif et à l'air de réfléchir au titre que Gauguin a donné à son tableau "Quand te maries-tu". Au second plan, on observe un arbre et une petite mare d'eau et à l'arrière plan, on peut voir deux personnes dans le champ qui donne de la profondeur au tableau et de vastes montagnes.

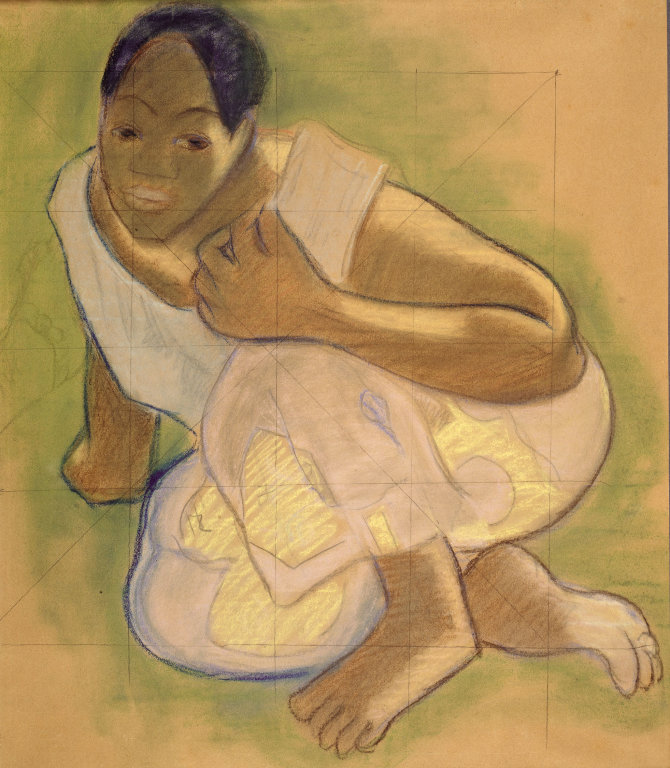
Étude pour Nafea faa ipoipo (1892).
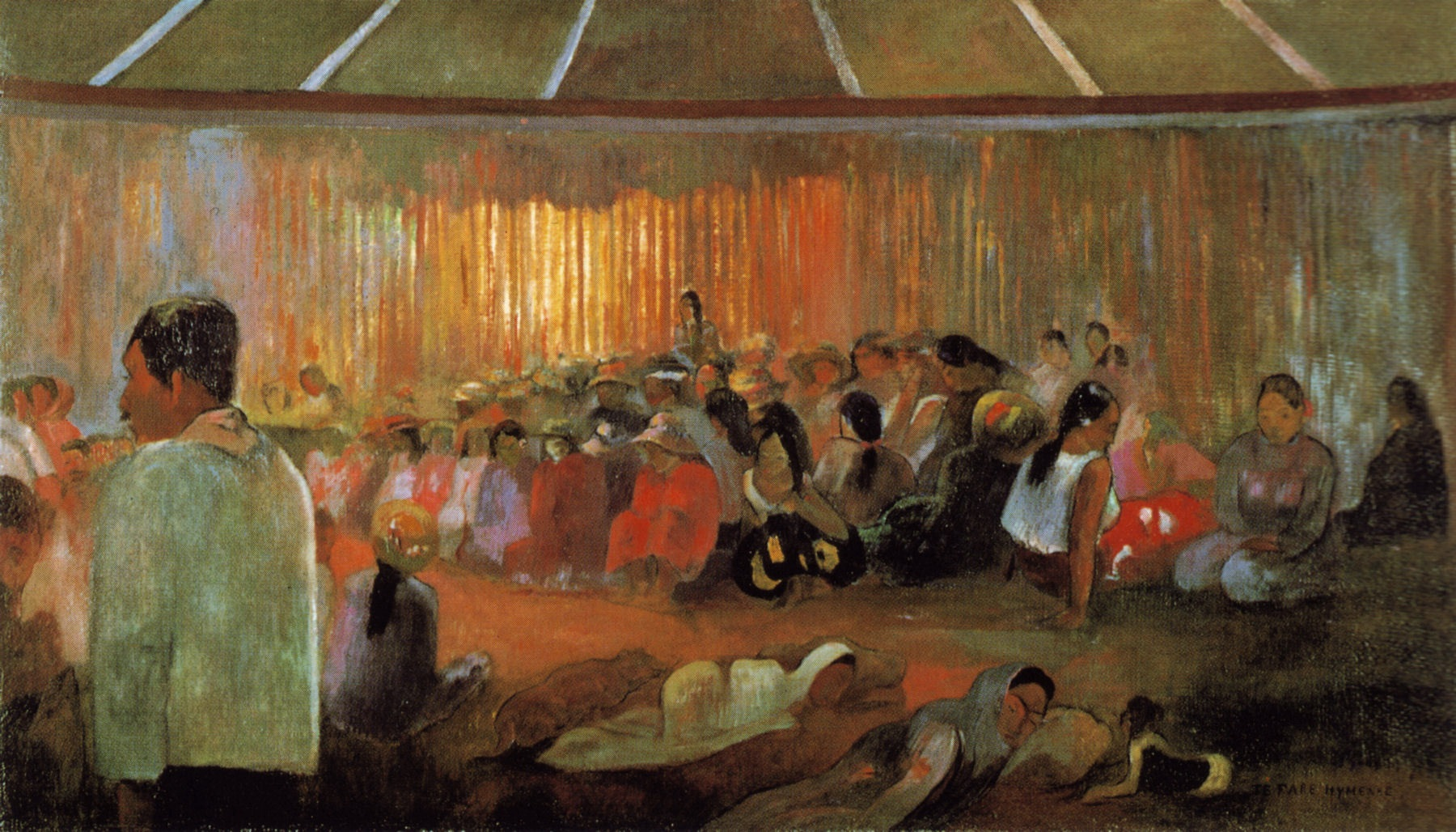
La hutte des chants; Te Fare Hymenee (1892).
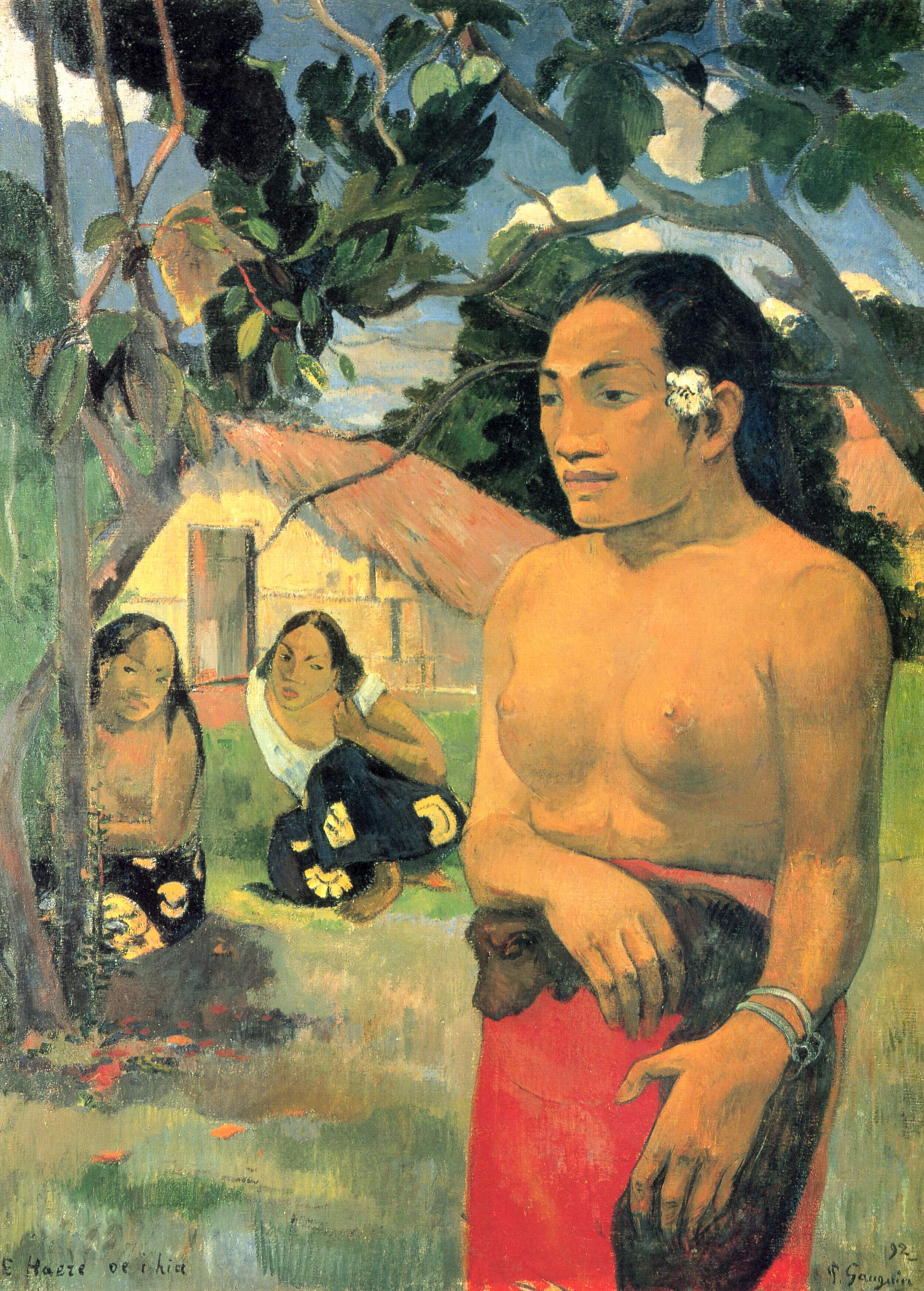
E haere oe i hia (1892).
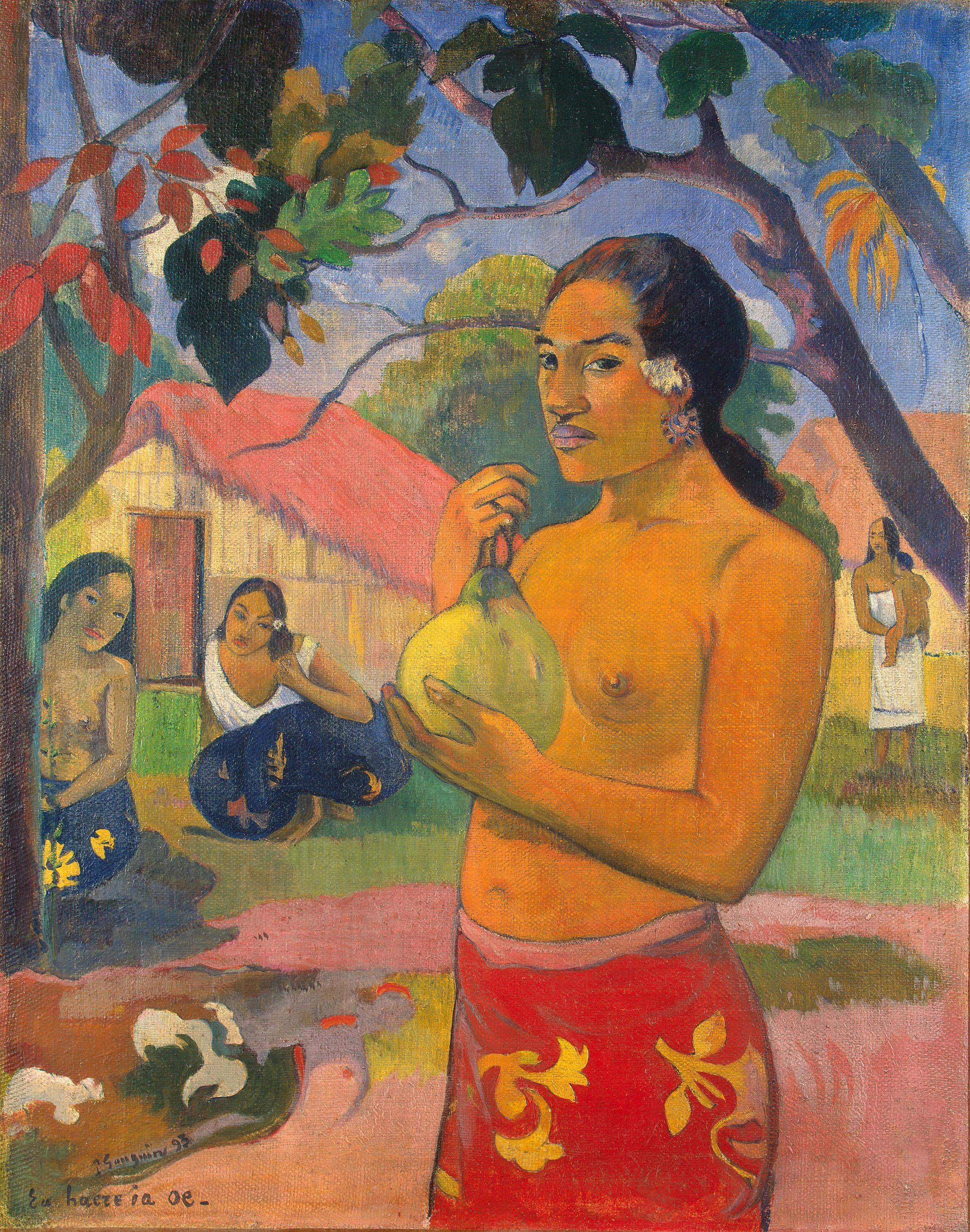
Eu haere ia oe (1893).